# Molenstad
Molenstad is een buurtschap in de gemeente Westerveld, in de Nederlandse provincie Drenthe. De buurtschap ligt nabij Leggeloo en valt net als die plaats onder Dwingeloo.
De plaatsnaam van Molenstad betekent: plaats (= stede) waar de molen staat. Reeds op vroeg-17e-eeuwse kaarten is een korenmolen te zien. Deze stond aan de rand van de Leggeler Kamp, een ontginning van veel latere datum dan de es van Leggeloo. Tussen Kamp en es bevond zich een laagte waar geen keileem in de bodem voorkwam en waar veel kwel optrad. Oorspronkelijk stond hier slechts een molen en een molenaarshuis. In de 19e eeuw kwamen hier ook enkele boerderijen te staan.
De molen was de Eemshornermeule, een standerdmolen. Deze werd reeds in 1645 vernoemd, maar bestond waarschijnlijk al eerder. In 1895 is ze door blikseminslag verbrand. In 1896 kwam een nieuwe molen, een achtkante rietgedekte grondzeiler, in gebruik. Deze molen zou omstreeks 1919 om onbekende reden afgebrand zijn.